# Belle Isle (Isle Royale National Park)

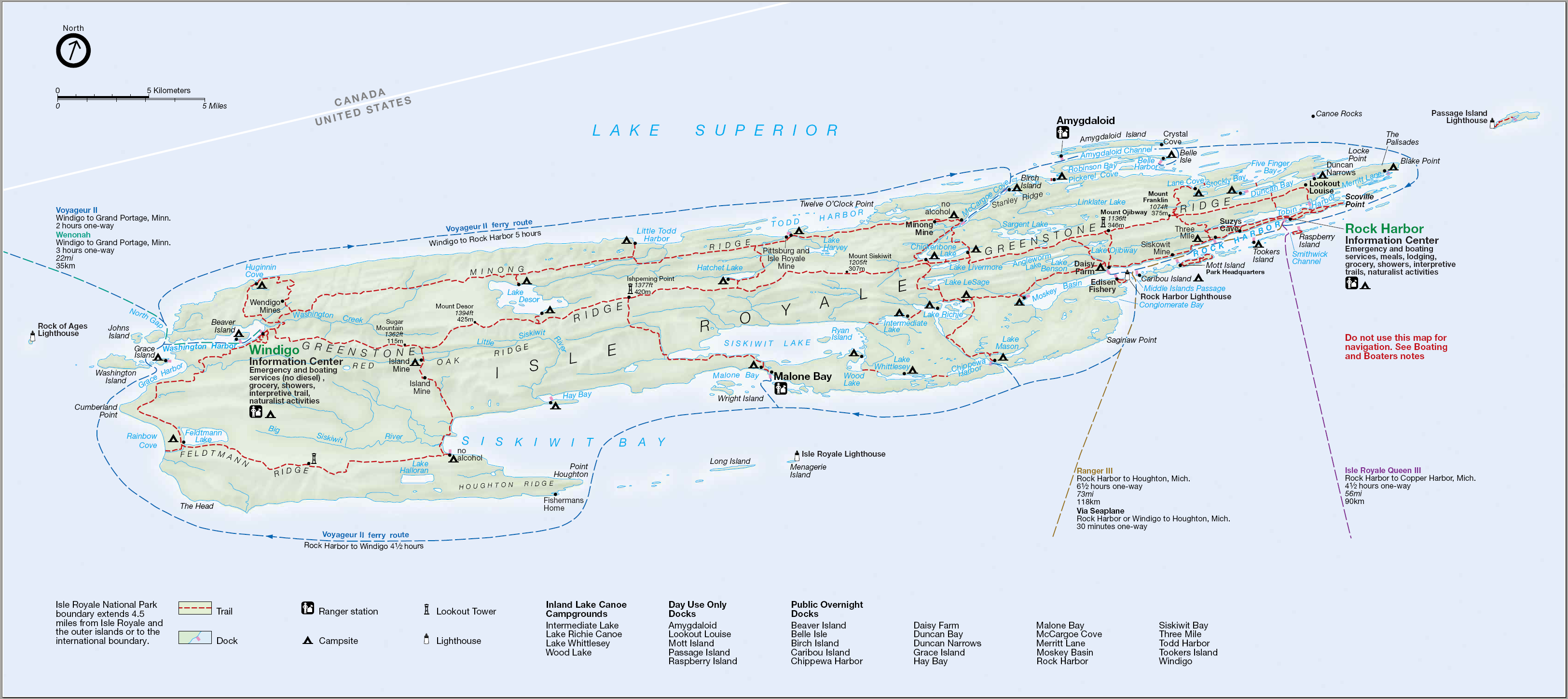
Lage von Belle Isle vor der Nordostküste von Isle Royale

Belle Isle ist eine sehr kleine Insel im Isle-Royale-Nationalpark nördlich der Küste der Isle Royale am Eingang zum Belle Harbor. 
Die Insel gehört zum Keweenaw County des US-Bundesstaates Michigan.
Es gibt dort einen einfachen Campingplatz und sie wird während der Hauptsaison jeden zweiten Tag von einer Fähre angelaufen. 